# Oli Shaw
Oliver „Oli“ Shaw (* 12. März 1998 in Edinburgh) ist ein schottischer Fußballspieler, der bei Hamilton Academical unter Vertrag steht. Er ist der Sohn des ehemaligen Fußballspielers Greg Shaw.

## Karriere

### Verein
Oli Shaw wurde im Jahr 1998 als Sohn des ehemaligen Fußballspielers Greg Shaw in Edinburgh, der Landeshauptstadt von Schottland geboren. Er begann seine Karriere zunächst in der Jugend von Heart of Midlothian. Im Jahr 2014 wechselte er innerhalb seiner Jugendzeit zum Erzrivalen der Hearts zu Hibernian Edinburgh. Am 1. August 2015 gab Shaw für die Hibs sein Debüt als Profi in der 1. Runde des schottischen Ligapokals gegen den FC Montrose als er für Alex Harris eingewechselt wurde. Für Shaw war es der einzige Einsatz in der Profimannschaft in der Saison 2015/16. Im Juli 2016 wurde der junge Stürmer an den schottischen Drittligisten FC Stenhousemuir verliehen. Für den Verein absolvierte er in der Saison 2016/17 insgesamt 24 Ligaspiele und erzielte sieben Tore. Nach seiner Rückkehr zu den Hibs in der Sommerpause 2017 kam er für den Verein regelmäßig zum Einsatz. Sein Debüt in der Scottish Premiership gab er am 28. Oktober 2017 im Spiel gegen den FC Motherwell als er für Simon Murray eingewechselt worden war. Am 10. Dezember 2017 gelang ihm sein erstes Tor in der höchsten schottischen Liga, als er bei einem 2:2-Unentschieden gegen Celtic Glasgow zum Ausgleich traf. Bis zur Winterpause traf er zwei weitere Male gegen Ross County und dem FC Kilmarnock. Im Januar 2018 verlängerte der Verein den Vertrag von Shaw bis zum Jahr 2021. 
Im Januar 2020 wechselte er zu Ross County, bevor er ein Jahr später weiter zum FC Kilmarnock wechselte.
Am 31. Januar 2023 schloss sich Shaw dem englischen Drittligisten FC Barnsley mit einem Zweieinhalbjahresvertrag an, nachdem der Verein eine Ablösesumme gezahlt hatte.

### Nationalmannschaft
Oli Shaw spielte von 2016 bis 2017 sechsmal in der schottischen U-19-Nationalmannschaft und erzielte dabei ein Tor.